# Maxéville
Maxéville település Franciaországban, Meurthe-et-Moselle megyében. Lakosainak száma 10 014 fő (2022. január 1.). Maxéville Champigneulles, Laxou, Malzéville és Nancy községekkel határos.

## Népesség
A település népességének változása:
| Lakosok száma | 6354 | 8910 | 8667 | 8944 | 9796 | 10 091 | 9814 | 9818 | 9816 | 10 014 |
|               | 1968 | 1982 | 1990 | 2006 | 2013 | 2015   | 2017 | 2019 | 2020 | 2022   |